# Tatéi Haramara
Tatéi Haramara (en wixarika: "Nuestra Madre, el Mar"), también conocido como Isla del Rey o Estero del Rey, es una zona sagrada dentro de la cosmovisión religiosa del pueblo  wixárika (huichol), ubicada en el municipio y puerto de san Blas, en el estado de Nayarit en la costa del Océano Pacífico. Es la morada y forma material de la diosa del mismo nombre y madre del mar. Se cuenta que está piedra fue el primer objeto sólido cuando la tierra era joven y se estaba formando.

## Mitología
Para la cosmovisión wixarika, el mar es el origen de todo cuanto existe. De Tatei Haramara, durante los tiempos míticos, partieron los principales dioses para llegar por su propio camino a la zona sagrada de Wirikuta. Es fuente de toda vida, en cuanto también es origen de las aguas del mundo. 
La zona de la costa de san Blas es el límite poniente del Medio Mundo, el espacio sagrado wixárika donde habitan los hombres de esta etnia, y es conocida como Tukamerishe (la línea de Sombra) y es el lugar a donde van los muertos antes de partir, permaneciendo ahí solamente aquellos que cometieron muchas transgresiones sexuales durante su vida. Dentro del mar se encuentra la roca blanca Washiewe o Waxiewe (Blanco vapor) que para la religión wixarika es la forma física de la misma de la diosa y primer objeto sólido del mundo, una piedra más pequeña es llamada Cuca Wima.
La diosa del mar choca contra esta roca para convertirse en vapor, así da origen a las nubes y a la lluvia, de ahí que Tatei Haramara también sea el origen de las nubes.
Este lugar, además de la región del oeste, se encuentra asociado con los colores ceremoniales azul y morado.

## Historia
No existen registros sobre los ceremoniales y creencias religiosas de los wixarika previo a la llegada de los españoles, por lo que el culto a Tatéi Haramara no puede ser localizado tan atrás en la historia. Durante las exploraciones realizadas durante el porfiriato, los etnólogos se limitan a mencionar el lugar como la morada de los muertos dentro de la religión wixarika, como el francés León Diguet que menciona este lugar bajo el nombre de "Narahama":

«Para el hombre, existen tres lugares diferentes destinados a la residencia de las almas. Cuando la persona muere, su alma vaga durante cinco días alrededor de los lugares que en vida le eran familiares; pasado este tiempo, se dirige hacia una región llamada por los huicholes Narahama y por los coras Muchita, situada cerca del mar y donde se encuentra una montaña en la que hay muchas grutas. Ahí residen los que llevaron una existencia culpable [...].»
La Sierra de Nayarit y sus indígenas. §287

En épocas más recientes el lugar ha sido objeto de múltiples peticiones del pueblo wixarika para la protección del lugar contra el despojo y las privatizaciones. El presidente José López Portillo, otorgó un permiso al grupo indígena para el uso del lugar como centro ceremonial. En noviembre de 2008, Tatéi Haramara junto con otros lugares sagrados wixarika fue objeto de protección por parte de los gobiernos de los estados de Durango, Jalisco, Nayarit, San Luis Potosí y Zacatecas mediante la firma de un acuerdo común denominado "Pacto de Hauxa Manaka para la preservación y desarrollo de la cultura wixarika", en donde se protegió un total de 6 hectáreas de este lugar, por el que se comprometían a "evitar que  los Wixaritari y/o personas ajenas a su cultura utilicen elementos de la misma para fines  contrarios al ceremonial y tradición del Pueblo Wixárika".
En 2011, el gobierno federal mexicano a través de la Secretaría del Medio Ambiente y Recursos Naturales se desincorpora de la propiedad pública la zona de Isla del Rey cediendo la propiedad a un par de empresas privadas, lo que llevó a los wixarikas a exigir nuevamente su protección.